# Only Angels Have Wings
Only Angels Have Wings (Brasil: Paraíso Infernal) é um filme estadunidense de 1939 dirigido por Howard Hawks, com Cary Grant e Jean Arthur. 
Este filme inspirou a série televisiva de 1983, Tales of the Gold Monkey.

## Sinopse
Geoff Carter (Cary Grant) é um piloto e o gerente de uma pequena e malsolvente companhia aérea que transporta correio de Barrancabermeja, na Colômbia. Bonnie Lee (Jean Arthur) é uma pianista que, passando pela cidade, apaixona-se por Carter e resolve ficar na cidade.
A situação se complica pelo aparecimento de Bat Kilgallen (Richard Barthelmess) e sua esposa Judy (Rita Hayworth). Kilgallen é um piloto rejeitado pelos outros porque ele abandonou uma vez seu avião, deixando o seu mecânico - o irmão de 'Kid' Dabb (Thomas Mitchell), e melhor amigo de Carter - para ser morto num acidente. Carter se recusa a contratar Bat até que Judy, uma antiga amante de Carter, pede uma chance para seu marido. 

## Elenco
- Cary Grant .... Geoff Carter
- Jean Arthur .... Bonnie Lee
- Richard Barthelmess .... Bat Kilgallen
- Rita Hayworth .... Judy Kilgallen
- Thomas Mitchell .... 'Kid' Dabb
- Allyn Joslyn .... Les Peters
- Sig Ruman .... John "Dutchy" Van Reiter
- Victor Kilian .... 'Sparks' Reynolds
- John Carroll .... 'Gent' Shelton
- Don Barry .... 'Tex' Gordon
- Noah Beery, Jr. .... Joe Souther